# Supermercados El Centro
Supermercados El Centro fue una cadena de supermercados del norte peruano.

## Historia
Fue fundado en julio de 1986, iniciado en la ciudad de Chiclayo en un área de 180 m². Tenía 4 supermercados en Chiclayo, 1 en Lambayeque y 1 en Cajamarca. A principios de 2008 la cadena fue adquirida por Cencosud y todos sus locales fueron transformados en Metro.

## Locales que tuvo
Lambayeque
- Luis Gonzáles, Chiclayo
- Santa Victoria, Chiclayo
- Las Américas, Chiclayo
- Grau, Chiclayo
- Ramón Castilla, Lambayeque

Cajamarca
- C.C. El Quinde, Cajamarca